# Geoff Sanderson
Geoffrey M. „Geoff“ Sanderson (* 1. Februar 1972 in Hay River, Northwest Territories) ist ein ehemaliger kanadischer Eishockeyspieler. Der linke Flügelstürmer bestritt zwischen 1991 und 2008 über 1100 Spiele für insgesamt acht Teams in der National Hockey League. Den Großteil dieser Zeit verbrachte er bei den Hartford Whalers, die ihn im NHL Entry Draft 1990 an 36. Position ausgewählt hatten, sowie bei den Columbus Blue Jackets und Buffalo Sabres. Mit der kanadischen Nationalmannschaft gewann er jeweils die Goldmedaille bei den Weltmeisterschaften 1994 und 1997.

## Karriere
Sanderson spielte während seiner Juniorenzeit für die Swift Current Broncos in der Western Hockey League. Beim NHL Entry Draft 1990 wurde er in der zweiten Runde als 36. von den Hartford Whalers ausgewählt.
Bereits zum Ende der Saison 1990/91 kam er zu zwei Einsätzen in der NHL und erzielte dabei sein erstes Tor. In der Kommenden Spielzeit schaffte er den Durchbruch als Stammspieler. Schon in der Saison 1992/93 war er mit 89 Punkten Topscorer der Whalers. Als die NHL wegen eines Streiks erst verspätet in die Saison 1994/95 startete, hielt er sich bis dahin in Finnland beim Hämeenlinnan Pallokerho fit. Als aus den Whalers die Carolina Hurricanes wurden zug er noch mit um, doch im Laufe der Saison wurde er zusammen mit Sean Burke im Tausch gegen Kirk McLean und Martin Gélinas an die Vancouver Canucks abgegeben. Schon nach einem Monat wechselte er weiter zu den Buffalo Sabres.
Für zwei weitere Spielzeiten blieb er in Buffalo, bevor er beim NHL Expansion Draft 2000 von den Columbus Blue Jackets verpflichtet wurde. Am Ende seiner vierten Spielzeit in Columbus wurde er erneut nach Vancouver abgegeben. Die Streiksaison 2004/05 verbrachte er bei den Genève-Servette HC in der Schweizer Nationalliga A.
Die Saison 2005/06 begann er wieder mit den Columbus Blue Jackets, doch schon nach zwei Spielen wechselte er zu den Phoenix Coyotes. In der Saison 2006/07 war er für die Philadelphia Flyers aktiv. Im Sommer 2007 wurde er zu den Edmonton Oilers transferiert, sein Einjahresvertrag wurde jedoch zu Beginn der Saison 2008/09 nicht verlängert. Anschließend beendete Sanderson seine aktive Karriere, in der er 1104 NHL-Spiele absolviert und dabei 700 Scorerpunkte verzeichnet hatte.
In den Saisons 2010/12 und 2011/12 stand der Kanadier im Trainerteam der New York Islanders, verfolgte diese Laufbahn jedoch in der Folge nicht weiter.

### International
Auf internationaler Ebene nahm Sanderson mit der kanadischen Nationalmannschaft an den Weltmeisterschaften 1993, 1994 und 1997 teil und gewann dabei mit dem Team nach einem vierten Platz zwei Goldmedaillen.

## Erfolge und Auszeichnungen
| - 1989 President’s-Cup-Gewinn mit den Swift Current Broncos - 1989 Memorial-Cup-Gewinn mit den Swift Current Broncos - 1991 Calder-Cup-Gewinn mit den Springfield Indians | - 1994 Teilnahme am NHL All-Star Game - 1997 Teilnahme am NHL All-Star Game |

### International
- 1994 Goldmedaille bei der Weltmeisterschaft
- 1997 Goldmedaille bei der Weltmeisterschaft

## Karrierestatistik

### International
Vertrat Kanada bei:
- Weltmeisterschaft 1993
- Weltmeisterschaft 1994
- Weltmeisterschaft 1997

(Legende zur Spielerstatistik: Sp oder GP = absolvierte Spiele; T oder G = erzielte Tore; V oder A = erzielte Assists; Pkt oder Pts = erzielte Scorerpunkte; SM oder PIM = erhaltene Strafminuten; +/− = Plus/Minus-Bilanz; PP = erzielte Überzahltore; SH = erzielte Unterzahltore; GW = erzielte Siegtore; 1 Play-downs/Relegation; Kursiv: Statistik nicht vollständig)

## Familie
Sein Sohn Jake Sanderson schaffte als Eishockeyspieler ebenfalls den Sprung in die NHL, ebenso wie seine Cousins Wade und Sheldon Brookbank einige Jahre zuvor.